# Prisión de Fyffes
Prisión de Fyffes, Prisión militar Costa Sur, Salones de Fyffes o Faifes, (como el público la denominaba), fueron unos almacenes que se utilizaron como lugar de detención y campo de concentración en la isla de Tenerife durante la Guerra civil española y la postguerra por el bando franquista.

## Historia
Creada con motivo del golpe de Estado del 17 y 18 de julio de 1936 para albergar a las personas opuestas a este. Se conoce como Prisión de Fyffes a las instalaciones que se habilitaron como centro de detención y cárcel sobre unos antiguos almacenes que fueron cedidos a tal fin por sus propietarios. Eran los almacenes que la Casa African Eastern, Spain, poseía en la Avenida de Reyes Católicos de Santa Cruz de Tenerife, que previamente habían pertenecido a la exportadora de plátanos y bananos, Fyffes.
El representante de la casa Elder en Tenerife, a la sazón cónsul de Suecia, donó veintitrés rollos de alambre de espino para evitar la fuga de los presos.
Circuló un periódico entre los presos llamado Léeme, léete, hecho a mano.
Estuvo operativa como prisión y centro de detención bajo control de las tropas franquistas hasta el año 1950, momento en el que pasó a depender de la Dirección General de Prisiones.

## Detenidos
- Fernando Arozena Quintero
- Fernando Ascanio
- Manuel Bethencourt del Río[6]
- Julián Caparrós Morata
- Álvaro Delgado Brito.
- Nicolás Díaz-Saavedra Navarro
- Carmelo Duarte Pérez
- Dionisio Duque Fernández
- Arístides Ferrer García[7]
- Salvador Fuentes Ramos
- Servando García Álvarez
- Pedro García Cabrera[8]
- Antonio García Mesa
- Domingo López Torres
- José Lorenzo González
- Francisco Morales Molina
- Luis Ortiz Rosales
- Crispiniano de Paz González[9]
- Domingo Pérez Minik
- Ángel Ramos
- José Antonio Rial[8]
- Ramón Rojas
- José Carlos Schwartz
- Justo Serrano González[10]
- Francisco Sosa Castillo
- Antonio Torres González
- Martin Perez Trujillo (Alcalde de Puerto de la Cruz)

## Características
Almacenes de cinco naves montadas sobre armazón de hierro, cubiertas de techo de uralita, paredes frágiles de ladrillo en asta, piso de cemento continuo con una pequeña tapia en la que se dispusieron líneas de alambres de espino
.
Según diversos investigadores, funcionó como un verdadero campo de concentración. Sólo había celdas de castigo y para condenados a muerte, permaneciendo el resto de cautivos hacinados en condiciones penosas. La mala alimentación y falta de higiene provocaron epidemias que diezmaron a la población allí recluida (más de 120 personas enfermaron de tuberculosis, según testimonios). También hubo multitud de ejecuciones de presos, junto con el habitual castigo psicológico de los campos de internamiento del Franquismo: asistencia obligatoria a cursos religiosos y a misa (dirigidos por el capellán), actos e himnos fascistas...

## Cifras de prisioneros
Según cifras oficiales, por este recinto pasaron más de 4.000 prisioneros a lo largo de doce años. A principios de diciembre estaban hacinados 1.500 reclusos (su capacidad debía rondar los 600 como máximo), de los que en febrero de 1937 figuraban 1000 como desaparecidos
.